# Romeo-Marius Trifu
Romeo-Marius Trifu (n. 6 iulie 1939 – d. 15 decembrie 2008) a fost un deputat român în legislatura 1990-1992 ales în județul Sibiu pe listele partidului FSN. Romeo-Marius Trifu a fost ales deputat în legislatura 1996-2000 pe listele PD dar din octombrie 1999 a devenit deputat neafiliat. În legislatura 1996-2000, Romeo-Marius Trifu a fost membru în grupurile parlamentare de prietenie cu Republica Populară Chineză și Republica Peru.  Deputatul Romeo-Marius Trifu a absolvit Facultatea electromecanică de la Institutul Politehnic Timișoara. Până în 1989-1990 a fost inginer mecanic, inginer la Arsenalul Armatei, inginer șef șantier director Antrepriza Electromontaj Sibiu și profesor director la Grupul Școlar Energetic.
În perioada 1966-1989 a fost membru PCR iar din 1989 a fost membru fondator al FSN și PD. Deputatul Romeo-Marius Trifu a demisionat la data de 29 septembrie 1990 și a fost înlocuit de deputatul Septimiu Bujor Tatu. După demisie, Romeo-Marius Trifu a fost numit subprefect al Sibiului, a fost președinte al Consiliului Județean Sibiu (1992-1996; a fost fondatorul și președintele Asociației Președinților Consiliilor Județene din România (1992-1996).